# Rudgea mucronata
Rudgea mucronata är en måreväxtart som beskrevs av Johannes Müller Argoviensis. Rudgea mucronata ingår i släktet Rudgea och familjen måreväxter. Inga underarter finns listade i Catalogue of Life.